# NGC 4241
NGC 4241 é uma galáxia espiral barrada (SBc) localizada na direcção da constelação de Virgo. Possui uma declinação de +06° 39' 15" e uma ascensão recta de 12 horas, 17 minutos e 59,9 segundos.
A galáxia NGC 4241 foi descoberta em 28 de Dezembro de 1785 por William Herschel.